# Пиньел (район)
Пиньел (порт. Pinhel) — район (фрегезия) в Португалии, входит в округ Гуарда. Является составной частью муниципалитета Пиньел. По старому административному делению входил в провинцию Бейра-Алта. Входит в экономико-статистический субрегион Бейра-Интериор-Норте, который входит в Центральный регион. Население составляет 3462 человека на 2001 год. Занимает площадь 44,94 км².